# Гарячий ресайклінг
Гарячий ресайклінг (англ. recycling — вторинна переробка) — процес заміни асфальтового покриття автомобільних доріг шляхом зняття, термомеханічної переробки та перестелення старого дорожнього покриття із додаванням додаткових сумішей для відновлення його властивостей.

### Фізико-хімічні основи процесу
Пошкоджений асфальтовий шар прогрівається за допомогою установки попереднього нагріву і реміксера. Цей бітумний шар розпушується обертовими розпушувачами. Потім до нього додається коригувальна суміш. Готова суміш знову укладається за допомогою бруса «варіо» відповідно до профілю. Особливістю методу «ремікс» є те, що весь процес відновлення (зняття, переробки та укладання асфальту) здійснюється за один робочий прохід. Комбайн поперед себе знімає пошкоджене покриття, за собою залишає нове асфальтове покриття.